# José Gonçalves (Fußballspieler)
José Julio Gomes Gonçalves (* 17. September 1985 in Lissabon) ist ein portugiesischer Fußballspieler, der auch die Schweizer Staatsbürgerschaft besitzt.

## Karriere
Der in Portugal geborene Gonçalves wuchs in der Schweiz auf und lernte bei La Sallaz (Lausanne), Yverdon und dem FC Basel das Fußballspielen. Aus der Jugend der Basler wechselte er 2004 zum FC Winterthur, wo er ein halbes Jahr in der Zweitligamannschaft spielte und dann zur Rückrunde an den italienischen AC Venedig in der Serie B ausgeliehen wurde. Nach Abstieg und Bankrott der Venezianer kehrte er in die Schweiz zurück und schloss sich dem FC Thun an.
Der FC Thun nahm als Schweizer Vizemeister in der Saison 2005/06 an der Champions-League-Qualifikation teil und erreichte die Gruppenphase. Gonçalves wurde bei dem Verein nicht nur Stammspieler in der Liga, sondern kam auch zehnmal in den internationalen Spielen zum Einsatz. Dadurch empfahl er sich mit erst 20 Jahren auch im Ausland und er bekam ein Angebot von Heart of Midlothian, woraufhin er nach nur einem halben Jahr Thun wieder verließ.
Bei den Schotten kam der Abwehrspieler in den verbleibenden Saisonspielen und den Playoffs noch viermal zum Einsatz und konnte am Ende mit dem Verein die Vizemeisterschaft in der Scottish Premier League feiern und gewann den Landespokal. Trotzdem dauerte es noch bis zur Saison 2007/08, bis er sich bei den Midlothians richtig durchsetzen konnte und es auf immerhin 23 Saisoneinsätze plus sechs Pokalspiele brachte.
Vor der Saison 2008/09 wurde Gonçalves an den deutschen Zweitligisten 1. FC Nürnberg verliehen. In der Hinrunde gehörte er dort zu den Stammspielern in der Innenverteidigung, bis die Saison für ihn einen unglücklichen Verlauf nahm. Einem Eigentor im Spiel bei St. Pauli, das die Mannschaft nicht mehr ausgleichen konnte, folgte ein Platzverweis kurz nach der Halbzeit am zwölften Spieltag, nach dem für die Mannschaft nur ein 0:0-Unentschieden gegen den damaligen Tabellenletzten FSV Frankfurt herauskam. Diese Rote Karte führte zur Einwechselung des Nachwuchsspielers Dominic Maroh, der auf Anhieb Stammspieler wurde. Am 15. Spieltag kam Gonçalves wieder zu einer späten Einwechselung, und als er am letzten Hinrundenspieltag schließlich wieder in der Startelf stand, musste er bereits nach sechs Minuten nach einem Sehnenanriss wieder ausgewechselt werden. In der Rückrunde schaffte er es dann auch wegen einer weiteren Verletzung nicht mehr, sich in die mit Neuzugängen verstärkte Mannschaft zurückzuspielen, trotzdem gehörte er zu der über die ganze Saison gesehen mit Abstand erfolgreichsten Abwehr der 2. Liga. Mitte Mai 2009 wurde bekanntgegeben, dass der FCN die Kaufoption für Gonçalves nicht wahrnehmen wird und er zum Saisonende wieder zu Heart of Midlothian zurückkehrt, wo er noch einen Vertrag bis 2010 besaß. Ab 16. Januar 2011 war er beim FC St. Gallen unter Vertrag. Aufgrund des Abstieges, wechselte er im Juli 2011 zu FC Sion und verblieb dort bis Ende 2012.
Im Jahre 2013 wechselte er in die Major League Soccer zur New England Revolution.

### Nationalmannschaft
José Gonçalves ist sowohl portugiesischer als auch Schweizer Staatsbürger. Obwohl er in der Schweiz aufwuchs und lebte, entschied er sich, in der Jugend für den portugiesischen Verband zu spielen. Erst im März 2006 übernahm er die Staatsbürgerschaft der Schweiz. Er nahm unter anderem mit der portugiesischen U-21 an den Juniorenweltmeisterschaften 2007 in den Niederlanden teil.

## Erfolge
- Schottischer Pokalsieger 2006 mit Heart of Midlothian
- Schottischer Vizemeister 2006 mit Heart of Midlothian